# 데이비드 장
데이비드 장(David Chang, 한국명 장석호, 1977년 8월 5일 ~ )은 한국계 미국인 요리사이다.
제임스 비어드 재단상(James Beard Foundation Award)을 세 번 수상하였으며 미슐랭 가이드 별 두 개를 획득한
식당 '모모푸쿠(Momofuku)'를 운영하고 있다.
2010년에 타임지에서 '세계에서 가장 영향력 있는 100인' 중의 하나로 선정되었다.

## 생애 및 경력
요식업과 골프사업으로 자수성가한 한인 2세의 아들로 미국 버지니아주에서 태어났으며 어려서는 골프 대회에서 수상을 하기도 했지만
그만두었다. 조지타운 예비 학교를 졸업하고 코네티컷주의 트리니티 대학 하트포트에 진학하여 종교학을 전공하였다.
대학을 졸업한 후에는 일본에 영어를 가르치러 갔다가 작은 소바 식당에서 일하며 국수에 대하여 알게 되었다.
뉴욕에 돌아와 월가의 하위 사무직에 취직하였으나 그만두고는 프랑스 요리 학원인
프렌치 컬리너리(French Culinary Institute)에 등록하고 6개월간 요리 공부에 몰두하게 된다.
이후 유명 음식점들에서 수련을 하다가 2004년 동업자 조아퀸 보카와 이스트빌리지에 자그마한 첫 식당 '모모푸쿠 누들바'를 열었다.
식당의 출발은 좋지 않아서 6개월 후에는 문을 닫을까도 고민을 했던 그는
"어차피 문을 닫을 거라면 우리가 만들고 싶은 것을 만들어 보자"라며 독특한 퓨전 메뉴를 개발해 나가기 시작했다.
이후 식당은 대성공을 거두고 일약 아시아 퓨전 요리의 스타로 떠오른 그는
제임스 비어드 재단상 신인 요리사 부문 등을 수상하고 미슐랭 가이드에서 별 두개의 평을 받기도 하였다.
그리고 2010년에는 타임지에서 '세계에서 가장 영향력 있는 100인' 중의 하나로 선정되었다.
그는 식당의 단골 손님이던 뉴욕 타임스의 컬럼니스트와 함께 요리 칼럼 서적도 발간하였다.
현재 5개의 다양한 식당을 뉴욕 맨하탄 일대에 두고 있으며 곧 토론토에도 지점을 낼 것을 계획중이다.
본인 스스로는 자신의 요리가 퓨전 요리도 전통적인 한식, 일식, 중식도 아닌 '새로운 미국식'이라 생각한다고 밝혔다.

## 저서
- David Chang and Peter Meehan (2009). 《Momofuku》 (영어). Clarkson N Potter Publishers. ISBN 9780307451958.

## 수상 경력
- 2006 Food & Wine 선정 '최고 신인 요리사'
- 2007 제임스 비어드 재단상 '올해의 신인 요리사' 수상
- 2007 Bon Appetit 선정 '올해의 요리사'
- 2007 남성지 GQ 선정 '올해의 요리사'
- 2008 제임스 비어드 재단상 '뉴욕시 최고 요리사'
- 2008 '모모푸쿠 코(Momofuku Ko)' 식당 미슐랭 가이드 별 두개
- 2009 제임스 비어드 재단상 '올해의 새 식당' : 모모푸쿠 코
- 2010 타임지 선정 100인 (Times 100) 보관됨 2013-08-25 - 웨이백 머신